# LEGO Elves
LEGO Elves (o anche solo Elves per brevità) è una serie di giocattoli ed un franchise creato dall'azienda danese LEGO nel 2015. Fa parte dell'impegno della compagnia nel rendere il gioco più apprezzabile dalle bambine. In seguito è stata creata una webserie a partire dal 2015 che ha debuttato con un cortometraggio intitolato "Unisci la magia" nel canale youTube della LEGO e su Netflix.

## Episodi

### Unisci la magia
Emily Jones, poco dopo la morte della nonna, riceve un amuleto che la teletrasporta nell'universo parallelo di Elvendale. Qui diventa amica di quattro giovani elfi associati ai classici elementi, che la aiutano nella ricerca di un modo per tornare a casa. Da quel momento lei tornerà ad Elvendale periodicamente

### Salva i draghi
Emily, una notte, sogna che Elandra, la bellissima regina dei draghi, venga catturata da Ragana, una malvagia strega elfica condizionata dal suo passato. Ma quando arriva ad Elvendale, scopre che è accaduto davvero. Così Emily, Aira, Azari, Naida e Farran partono in un'avventura per ricostruire il legame tra elfi e draghi e salvare Elandra e le sue uova.

### Down a Dark Path
Ragana tenta di convincere Naida a passare dalla sua parte, causando discordia tra gli elfi di Elvendale.

### I segreti di Elvendale
Una notte, dopo che Emily ha raccontato alla sorellina Sophie la favola della buona notte, Emily entra nel portale per Elvendale, senza accorgersi che Sophie l'ha seguita. Una volta giunta ad Elvendale, Sophie conquista immediatamente l'affetto di Azari, Farran, Aira, e Naida. Emily ne è molto sorpresa, e vuole farla tornare a casa, ma gli elfi vogliono mostrarle il regno. Incontrano Cronan, un elfo della terra che si dimostra molto ospitale. Durante la visita al regno Emily tenta di riportare Sophie a casa a più riprese, senza successo. Questi tentativi sono motivo di frequenti discussioni tra lei e la sorellina. Quando arrivano alla casa sull'albero degli elfi appaiono dei goblin che la bruciano.
In seguito Sophie vaga per la foresta ed incontra Cronan, che si rivela essere il capo dei goblin. La imprigiona in modo da attrarre Emily per rubare il suo amuleto. Una volta ottenuto l'amuleto è in grado di aprire il portale per viaggiare sulla terra e governare sia Elvendale che la terra.
Emily e gli elfi incontrano Rosalyn e la aiutano a guarire il suo drago. In cambio li aiuta a liberare Sophie. Tuttavia Rosalyn ha molti segreti nei confronti degli elfi, incluso il come si è procurata le sue poderose pozioni. Una volta che Emily e gli elfi hanno liberato Sophie, il Re dei Goblin li fa inseguire dalla sua creatura d'ombra, Darknicity. Riescono a fuggire ed arrivano al santuario di Rosalyn, dove Naida trova una foto di Rosalyn e Cronan insieme. Rosalyn spiega che una volta erano innamorati, ma Cronan si è lentamente allontanato da lei da quando ha estratto cristalli dal Grande Albero Guardiano ed ha assorbito la magia dalla foresta. A quel punto Cronan si è rivoltato contro Rosalyn, controllando mentalmente gli animali affinché le si ribellassero. Rosalyn ha allora invocato i suoi draghi Shapphire ed Ashwing, ma Cronan li ha sconfitti ed ha soggiogato Ashwing, rendendolo il suo drago.
Tornati al santuario, Naida si rifiuta di credere che Cronan possa essere malvagio. Emily le dice ogni storia ha due versioni. Il mattino dopo Naida è scomparsa. Gli elfi la cercano e provano a guarire la foresta. Salvano un gattino dalle mani dei goblin, ma quando vede l'amuleto di Emily si trasforma in un orso e tenta di impossessarsene. Farran lo intrappola tra le foglie, ma riesce a scappare e li insegue. Si barricano nel santuario di Rosalyn.
Nel frattempo Naida va alla ricerca del Re dei Goblin, ed arriva al suo castello. I goblin la fanno ricevere dal re. Ashwing si lancia verso di lei, ma delle catene lo trattengono, tuttavia Naida è stupita dalla sua presenza. Va sul tetto per incontrare Cronan. Appena arriva la porta si chiude dietro di lei e Cronan le dice di avere grandi piani per lei. Racconta a Naida la sua versione dei fatti. Sua madre era una delle Cinque Sorelle elfiche che hanno giurato di proteggere Elvendale a ogni costo e ha tentato di aprire il portale per la terra, ma la magia fu troppo potente. Cronan giura di riportare indietro sua madre.

## Personaggi

### Umani
- Emily Jones (doppiata da Deborah Morese): Emily Jones è un'umana che si ritrova in un luogo magico chiamato Elvendale dove incontra quattro elfi, Azari, Farran, Aira, e Naida. Lei è gentile, amichevole e piena di risorse. Emily è anche la nipote di una delle cinque sorelle elfiche. La sorella minore si chiama Sophie Jones, che è un po' "problematica".
- Sophie Jones (doppiata da Valentina Pallavicino): La sorella minore di Emily Jones. È gentile e amichevole come Emily, anche se si mette nei guai. È amica di Azari, Farran, Aira e Naida. È umana, anche se sua nonna è una delle cinque sorelle elfiche
- Signora Jones: Madre di Emily e Sophie
- Signor Jones: Padre di Emily e Sophie

### Elfi
- Azari Firedancer (doppiata da Emanuela Pacotto): Elfo del Fuoco. Azari Firedancer è il primo elfo che Emily incontra ad Elvendale. È spontanea, estroversa, rumorosa, a volte spericolata e di solito allegra.
- Farran Leafshade (doppiato da Renato Novara): Elfo della Terra, Farran Leafshade è gentile, onesto, fedele e leggermente presuntuoso.
- Aira Windwhistler (doppiata da Francesca Bielli): Aira è un elfo del Vento. Il suo passatempo preferito è la costruzione di macchine. Le piace costruire cose.
- Naida Riverheart (doppiata da Benedetta Ponticelli): Naida è un elfo dell'Acqua. È gentile, modesta, paziente e un po' timida, ma coraggiosa. Fisicamente è una bellissima elfa, con la pelle chiara, occhi azzurri e capelli azzurri/blu.
- Skyra: Skyra è un elfo del vento. È la guardiana del portale tra la terra ed Elvendale. Spesso imperiosa e sprezzante, ma indulgente verso Emily, la nipote di sua sorella. Ha nominato Emily guardiana del portale nell'episodio Unisci la magia.
- Johnny Baker: Un elfo del Fuoco situato nei Campi di Lava di Elvendale, di professione pasticcere. I Campi di Lava forniscono calore al suo forno.
- Sira Copperbranch: Sira è un elfo del Terra o elfo terrestre. Gestisce lo Starlight Inn. È amica di Tidus Stormsurfer. Non è un tipico elfo terrestre, ama volare e ha il suo dirigibile.
- Tidus Stormsurfer (doppiato da Massimo Di Benedetto): Elfo dell'Acqua. Dirige la Scuola di Draghi di Elvendale come addestratore di draghi.
- Ragana Shadowflame: Ragana è il principale antagonista di Elvendale. È un elfo del Fuoco. Nata con poteri deboli, bevve dalla Fontana dell'Ombra per diventare più forte e divenne malvagia.
- Cronan Darkroot / Re dei Goblin (doppiato da Jacopo Calatroni): Cronan è un altro antagonista. Dopo aver perso sua madre a causa del potere oscuro del suo amuleto, giurò di riportarla indietro grazie all'amuleto di Emily, che gli permetterà di aprire un portale sulla Terra. È più comunemente conosciuto come il Re dei Goblin.
- Rosalyn Nightshade (doppiata da Tiziana Martello): Rosalyn è un elfa guaritore (Lei è un'elfa d'acqua). È molto intelligente, leale, dolce, gentile, e buona. (All’inizio si dimostra un'elfa fredda e misteriosa ma poi mostra il suo lato più dolce.) Fisicamente è una bellissima elfa dalla pelle scura, gli occhi azzurri e i capelli blu scuro. Un tempo regina della foresta, fu ingannata da Cronan Darkroot e deposta. Si dice che disponga delle pozioni più potenti di tutta Elvendale.

### Draghi
- Elandra: è la regina dei draghi. Saggia grande e bellissima, ha il manto bianco e le ali celesti e dorate. è la madre di Spark, Fledge, Rayne, Floria ed Estari.
- Gust: è il drago del vento. A differenza degli altri draghi, ha quattro ali con cui vola molto velocemente. Ha il manto viola ed è molto affezionata ad Aira.
- Zonya: è il drago di fuoco, col manto giallo e fucsia. è fedele ad Azari.
- Merina: è il drago dell'acqua, celeste e viola, è innamorata di Thorne e vuole bene a Naida.
- Thorne: è il drago della terra. Verde e bianco, si innamora ricambiato di Merina ed è molto affezionato a Farran.
- Spark: è il draghetto di fuoco. Primogenito di Elandra. è l'unico maschio della sua famiglia e ha quattro sorelle minori.
- Fledge: è il draghetto del vento, vanitosa e viola. Secondogenita di Elandra.
- Rayne: è il draghetto dell'acqua. in un episodio vince l'annuale gara dei draghi di Elvendale. Vuole molto bene a Gust. Terzogenita di Elandra.
- Floria: draghetto della terra. Verde e giocherellona, è la quartogenita di Elandra.
- Estari: nonostante sia l'ultima figlia di Elandra, è la principessa dei draghi. Come la madre, è bianca, dorata e verde acqua e non appartiene a un elemento specifico.
- Sapphire: è il drago di Rosalyn, innamorata di Ashwing prima che diventasse malvagio.
- Ashwing: è il drago di Cronan, in passato di Rosalyn. Dopo che diventò malvagio per mano di Cronan, smise di amare Sapphire, spezzandole il cuore.